# Concilio in Trullo
Il concilio in Trullo (dal luogo dove si svolse), detto anche Concilio Quinisesto (Quinisextum), si tenne a Costantinopoli nel 692. Le disposizioni approvate da questo concilio sono ritenute, dagli ortodossi, non come un nuovo concilio ecumenico, bensì come un completamento delle decisioni dei concili ecumenici di Costantinopoli del 553 e del 680-681.

## Storia
Il concilio fu convocato dall'imperatore Giustiniano II per elaborare canoni disciplinari di sviluppo alle decisioni del V e VI concilio ecumenico: da ciò prende il nome di "Concilio Quinisesto" (quinto e sesto). Fu convocato all'insaputa della chiesa occidentale e vi parteciparono 226 vescovi orientali: il vescovo Basilio di Creta, la cui diocesi dipendeva da Roma, firmò i canoni conclusivi aggiungendovi di rappresentare il papa, non avendo però alcun mandato.
È detto anche "in trullo" o "trullano", in quanto si svolse nel palazzo imperiale (il "trullo" - greco τροῦλλος - era la cupola della sala dove erano trattati gli affari di Stato).
Nel I canone il concilio ribadì le condanne contro le eresie stabilite dai precedenti concili (in particolare quelle del VI Concilio ecumenico contro il monotelismo).
Gli altri 101 canoni hanno carattere esclusivamente disciplinare e alcuni erano già stati precedentemente enunciati. Col secondo canone il concilio recepì gli 85 Canoni Apostolici, attribuiti inverosimilmente a papa Clemente I, dei quali solo 50 erano stati approvati dai papi successivi.
Anche altri dei canoni successivi erano stati già ripetutamente rifiutati dal papa: ad esempio il III canone del I Concilio di Costantinopoli e il XXVIII canone del Concilio di Calcedonia stabilivano la superiorità del vescovo di Costantinopoli su tutti gli altri vescovi, a parte il papa, e quindi il suo diritto di nominare i vescovi di Alessandria, Antiochia e Gerusalemme (gli altri tre patriarcati).
Il concilio trullano volle dichiarare la superiorità dal Patriarca di Costantinopoli anche sul Pontefice romano. Inoltre il concilio eliminò le norme a favore del celibato dei preti, da sempre però contrarie alla prassi vigente in Oriente sin dai tempi apostolici; in particolare il divieto per i chierici sposati di avere figli, sotto pena di sospensione. Inoltre condannò alcune piccole differenze liturgiche affermatesi recentemente nella chiesa latina come contrarie agli usi apostolici.
Vennero trattati anche argomenti circa la venerazione delle immagini: in particolare il canone 73 richiama l'importanza della Santa Croce e della sua venerazione, il canone 82 prescrive di rappresentare Cristo in forma umana e non simbolica, come Agnello.
«Dal punto di vista teologico questo canone è di estrema importanza perché fornisce una base dottrinale alla rappresentazione delle immagini: è il rifiuto dell'arte simbolica della prima Chiesa a vantaggio dell'icona».
Il canone 68 minaccia di scomunica coloro che distruggono un manoscritto dell'Antico o del Nuovo Testamento o che lo cedono a librai o profumieri perché venga riutilizzato come carta da imballaggio; il 73 specifica che la Croce non venga tracciata a terra, dove corre il rischio di essere calpestata; il canone 100, contro i dipinti lascivi e impuri, proibisce "di eseguire d'ora in poi rappresentazioni sia su lastre che in altro modo (bassorilievi o pitture) che ammaliano lo sguardo corrompendo lo spirito e portano vergognose vampate di piacere".
Di particolare rilievo come prima completa definizione all'interno di un concilio risulta la definizione del "peccato" come "malattia dello spirito" all'interno del canone 102. Il medesimo canone pone pure le condizioni per la pratica della "akrivìa" e della "oikonomìa" come fondamento della prassi di guarigione del peccatore all'interno della spiritualità orientale.
Come viene pure annotato da Paolo Diacono, al termine del concilio l'imperatore inviò a Roma una delegazione armata, agli ordini del protospatario Zaccaria, per estorcere la firma di papa Sergio I, ma il papa venne protetto dalle truppe imperiali di stirpe latina di stanza a Ravenna e dalle altre truppe imperiali di stanza in Italia, e subito accorse a Roma. 
Qui Zaccaria venne assediato, costringendo alla fuga le truppe di Giustiniano e lo stesso Zaccaria rischiò di venir giustiziato, se in difesa della sua vita non fosse intervenuto lo stesso papa Sergio I. Il concilio Quinisesto non venne mai riconosciuto dalla Chiesa di Roma, anche se nel corso del VII concilio ecumenico, circa cento anni dopo, il papa Adriano I scrisse al patriarca Tarasio una ambigua lettera di approvazione dei canoni disciplinari del "sesto concilio", il cui significato e validità sono controversi (Tarasio aveva precedentemente scritto che non vi era stato un nuovo concilio, ma solo una sessione suppletiva del concilio precedente).

## Partecipanti
Nel 2013 è stata pubblicata l'edizione critica degli atti del concilio in Trullo, ad opera di Heinz Ohme, con l'aiuto di Reinhard Flogaus e Christof Rudolf Kraus. A partire dai numerosi manoscritti, gli editori hanno ricostruito l'elenco dei 226 prelati che sottoscrissero gli atti conciliari di proprio pugno.
L'elenco che segue è quello pubblicato alle pagine 62-86 dell'opera Concilium Constantinopolitanum a. 691/92 in Trullo habitum (Concilium Quinisextum). La lista riporta nell'ordine:
- i patriarchi (nn. 1-4)
- i metropoliti (nn. 5-33)
- gli arcivescovi autocefali (nn. 34-48)
- i vescovi suffraganei (nn. 49-226).

### Elenco dei firmatari degli atti conciliari
1. Paolo di Costantinopoli
2. Pietro di Alessandria
3. Giorgio di Antiochia
4. Anastasio di Gerusalemme
5. Giovanni di Nuova Giustinianopoli[5]
6. Ciriaco di Cesarea
7. Stefano di Efeso
8. Basilio di Gortina
9. Stefano di Ancira
10. Sisinnio di Durazzo
11. Stefano di Sardi
12. Pietro di Nicomedia
13. Giorgio di Nicea
14. Giovanni di Calcedonia
15. Giovanni di Side
16. Leonzio di Sebastea
17. Giovanni di Amasea[6]
18. Giovanni di Pompeopoli di Cilicia
19. Isidoro di Anazarbo
20. Macrobio di Seleucia di Isauria
21. Giustino di Tiana
22. Sergio di Gangra
23. Cipriano di Claudiopoli di Onoriade
24. Costantino di Neocesarea del Ponto
25. Giovanni di Pessinonte[7]
26. Sisinnio di Stauropoli
27. Elia di Iconio
28. Stefano di Antiochia di Pisidia
29. Giovanni di Perge
30. Teopempto di Mocisso
31. Teodoro di Fasi
32. Tiberio di Gerapoli
33. Elia di Dadima
34. Giorgio di Bizia
35. Teognosto di Pompeopoli di Paflagonia
36. Stefano di Smirne
37. Zaccaria di Leontopoli di Isauria
38. Teopempto di Apamea di Bitinia
39. Mosé di Germia
40. Sisinnio di Mitilene
41. Giorgio di Milasa
42. Giorgio di Selimbria
43. Teofilatto di Metimna
44. Giovanni di Cio
45. Giorgio di Chersoneso di Zechia
46. Teodoro di Cotrada
47. Epifanio di Eucaita
48. Giorgio di Eno
49. Teodoro di Camuliana
50. Mamalo di Mesembria
51. Paolo di Germa
52. Giovanni di Abido
53. Andrea di Miletopoli
54. Staurachio di Adriania
55. Sisinnio di Lampsaco
56. Andrea di Filippi
57. Silvano di Lemno
58. Andrea di Amfipoli
59. Isidoro di Edessa
60. Margarites di Stobi
61. Paolo di Nissa
62. Teodoro di Terme
63. Platone di Ciscisso
64. Giorgio di Camaco
65. Mamas di Tiberiade
66. Zoeto di Cristopoli
67. Paolo di Priene
68. Patrizio di Magnesia al Meandro
69. Antonio di Ipepa
70. Giovanni di Anea
71. Giorgio di Paleopoli
72. Sisinnio di Nisa
73. Giovanni di Focea
74. Giovanni di Sion
75. Zotico di Bareta
76. Mirone di Tralle
77. Gregorio di Caloe
78. Costantino di Mirina
79. Stefano di Magnesia al Sipilo
80. Gregorio di Euaza
81. Niceta di Cidonia
82. Teopempto Cisamo
83. Sisinnio di Chersoneso di Creta
84. Gregorio di Tavio
85. Giovanni di Giuliopoli
86. Michele di Aspona
87. Andrea di Mnizo
88. Stefano di Verinopoli di Galazia
89. Giovanni di Saitte
90. Anastasio di Meonia
91. Teodoto di Aureliopoli
92. Giovanni di Dascilio
93. Sisinnio di Basilinopoli
94. Giorgio di Cadossia
95. Giovanni di Elenopoli
96. Giovanni di Neocesarea di Bitinia
97. Simeone di Teotochiana[8]
98. Cosma di Preneto
99. Teodoro di Nuova Giustiniana
100. Isidoro di Gordoserba
101. Anastasio di Linoe
102. Tates di Colibrasso
103. Teodoro di Orimna
104. Conone di Case
105. Conone di Cotenna
106. Teodoto di Carallia
107. Conone di Coracesio
108. Giorgio di Siedra
109. Callinico di Colonia di Armenia
110. Fozio di Nicopoli di Armenia
111. Gregorio di Satala di Armenia
112. Fozio di Sebastopoli di Armenia
113. Teodoro di Amasea
114. Sergio di Andrapa
115. Fozio di Ibora
116. Giorgio di Zela
117. Giovanni di Corico
118. Pietro di Zefirio
119. Basilio di Epifania
120. Paolo di Irenopoli di Cilicia
121. Teodoro di Castabala
122. Sisinnio di Claudiopoli di Isauria
123. Teodoro di Olba
124. Paolo di ...[9]
125. Sisinnio di Siluana[10]
126. Cosma di Dalisando di Isauria
127. Giorgio di Irenopoli di Isauria
128. Zaccaria di Antiochia di Isauria
129. Stefano di Adraso
130. Pietro di Celenderi
131. Cosma di Domeziopoli
132. Basilio di Sbida
133. Marco di Zenopoli di Isauria
134. Domezio di Tiziopoli
135. Giorgio di Arabisso
136. Giovanni di Cucuso
137. Giovanni di Faustinopoli
138. Stefano di Sasima
139. Zoilo di Amastri[11]
140. Giorgio di Gionopoli
141. Foca di Dadibra
142. Giovanni di Sora
143. Giorgio di Crazia
144. Stefano di Eraclea Pontica
145. Narses di Cerasonte
146. Domezio di Polemonio
147. Salomone di Claneo
148. Teodoro di Amorio
149. Teodoro di Trocmade
150. Giovanni di Germocolonia[12]
151. Segerma di Orcisto
152. Giorgio di Sinodio[13]
153. Elpidio di Terme di Sant'Agapeto
154. Zemarco di Sidima
155. Giorgio di Enoanda
156. Teodoro di Arassa
157. Giovanni di Tlos
158. Menas di Pinara
159. Giorgio di Xanto
160. Teopempto di Stratonicea
161. Costantino di Alabanda
162. Giorgio di Illarima
163. Giorgio di Antiochia al Meandro
164. Teodoro di Eraclea al Latmo
165. Paolo di Cibira
166. Magno di Eriza
167. Eugenio di Trapezopoli
168. Andrea di Eueragape (Euergata)[14]
169. Cirico di Ancira Ferrea
170. Platone di Sebaste di Frigia
171. Filippo di Cadi
172. Teodoro di Pelte
173. Basilio di Acmonia
174. Anastasio di Tiberiopoli
175. Cosma di Colossi
176. Gregorio di Ezani
177. Costantino di Giustinianopoli[15]
178. Giovanni di Sinao
179. Mamas di Anemurio[16]
180. Leonzio di Dorileo
181. Alessandro di Nacolia
182. Patrizio di Primnesso
183. Teodoro di Mideo
184. Agapeto di Augustopoli di Frigia
185. Giorgio di Otro
186. Giovanni di Poliboto
187. Teofilatto di Fitea
188. Anonimo di Cotieo[17]
189. Costantino di Barata
190. Eustazio di Amblada
191. Conone di Vasada
192. Teodosio di Verinopoli di Licaonia
193. Longino di Mistia
194. Cirico di Derbe
195. Alessandro di Omona
196. Paolo di Sozopoli di Pisidia
197. Costantino di Timando
198. Teodoro di Binda
199. Marino di Filomelio
200. Sisinnio di Neapoli
201. Giorgio di Sagalasso
202. Costantino di Timbriade
203. Conone di Laodicea Combusta
204. Giovanni di Adada
205. Patrizio di Limne
206. Conone di Siniando
207. Stefano di Titiasso
208. Pietro di Seleucia Ferrea
209. Platone di Magido
210. Zaccaria di Lagina
211. Giorgio di Codrula
212. Paolo di Silio
213. Costantino di Eudociade
214. Giovanni di Adriane
215. Teodoro di Doara
216. Conone di Colonia di Cappadocia
217. Eustazio di Parnasso
218. Michele di Nazianzo
219. Faustino di Zigana
220. Giovanni di Petra
221. Stefano di Paro
222. Giorgio di Thera[18]
223. Isidoro di Samo
224. Giovanni di Mossina
225. Stefano di Attuda
226. Mariano di Citarizo